# Pseudosimnia vanhyningi
Pseudosimnia vanhyningi is een slakkensoort uit de familie van de Ovulidae. De wetenschappelijke naam van de soort is voor het eerst geldig gepubliceerd in 1940 door M. Smith.